# Alain Badiou

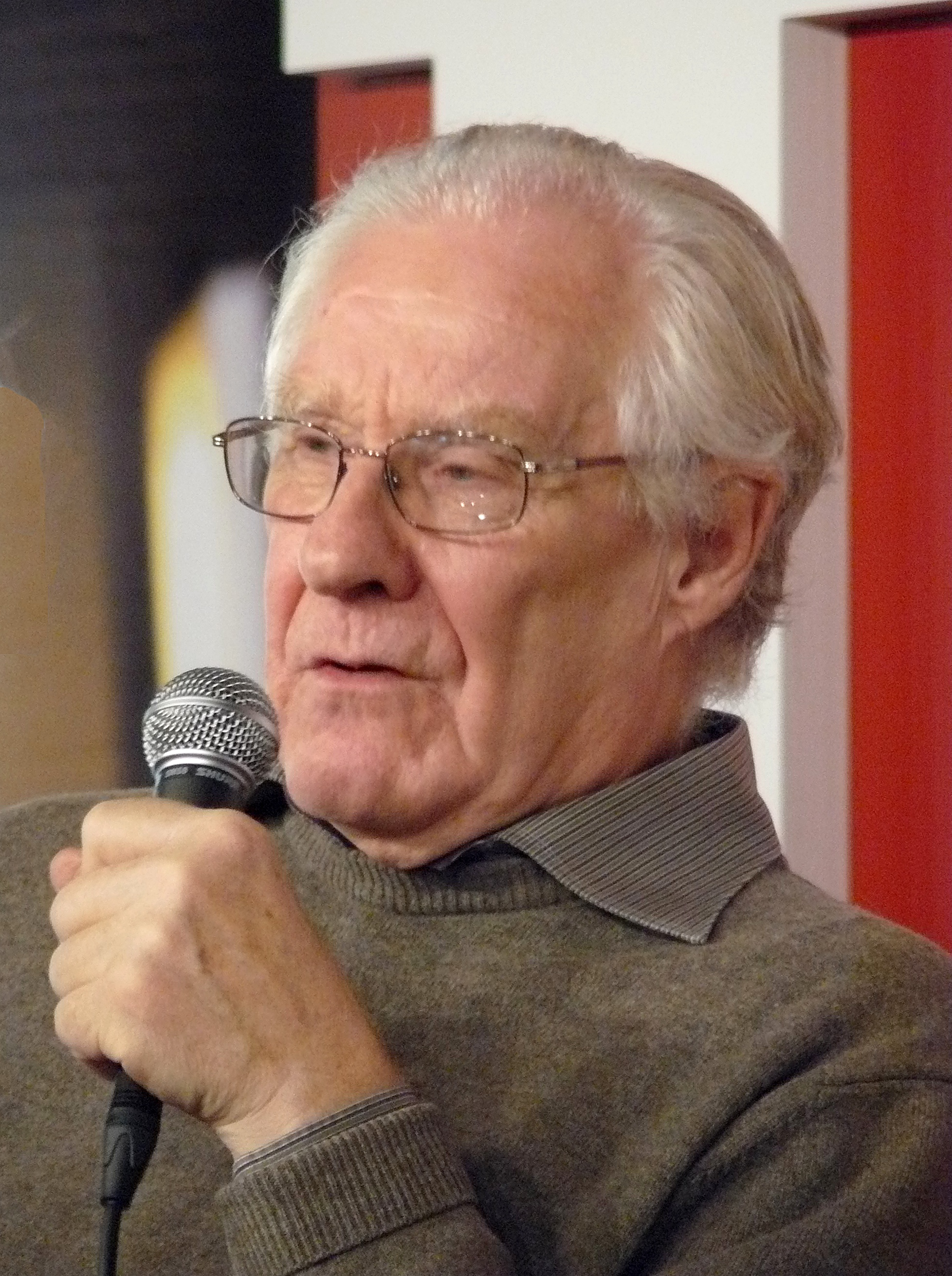
Alain Badiou (2010)

Alain Badiou (* 17. Januar 1937 in Rabat) ist ein französischer, marxistisch bzw. kommunistisch orientierter Philosoph, Mathematiker und Autor von Dramen und Romanen.
Er war von 1969 bis 1999 Professor an der Universität Paris VIII, danach Direktor des Institutes für Philosophie an der École normale supérieure (ENS) in Paris. Auch nach seiner Emeritierung arbeitet er noch am Collège international de philosophie. Seine politischen Aktivitäten drücken sich in der von ihm 1985 mitbegründeten, aus Teilen der Union des communistes de France marxiste-léniniste (UCFml) hervorgegangenen Organisation politique aus, einer Bürgerrechtsorganisation, die sich insbesondere mit Themen wie Einwanderungspolitik, Asylrecht, Arbeit und Gewerkschaften beschäftigt. Badiou war lange einer der führenden Köpfe des französischen Maoismus.

## Biografie
Badious Vater, Raymond Badiou (1905–1996), war Mathematiklehrer an Schulen in Rochefort-sur-Mer, Rabat, Casablanca und Toulouse. Während des Zweiten Weltkriegs nahm er am aktiven Widerstand teil. Von 1944 bis 1958 war er Bürgermeister von Toulouse. Er war bis 1958 Mitglied der Section française de l’Internationale ouvrière (SFIO) und Mitbegründer der PSU (Parti socialiste unifié), nachdem er wegen der Algerienpolitik aus seiner Partei ausgetreten und alle Ämter niedergelegt hatte. Alain Badiou nennt als die drei wichtigsten Einflüsse seines Vaters auf seine Entwicklung daher die Treue gegenüber seinen Überzeugungen, die Kompromisslosigkeit und das Interesse an der Mathematik. Sein Interesse an der Philosophie entwickelte sich aus der Lektüre von Werken Jean-Paul Sartres.
Badiou war Student am Lycée Louis-le-Grand, danach an der École normale supérieure (1956–1961). Er unterrichtete am Lycee in Reims ab 1963. Dort begann seine enge Freundschaft mit dem Dramatiker und Philosophen François Regnault. Er veröffentlichte mehrere Romane, bis er 1969 an die Universität Paris VIII ging. Badiou war schon sehr früh politisch aktiv, er war einer der Begründer der Parti socialiste unifié (PSU). Die PSU trat besonders im Kampf um die Dekolonisierung Algeriens hervor. 1964 schrieb er seinen ersten Roman, Almagestes. 1967 trat er einer Studiengruppe bei, die von Louis Althusser geleitet wurde, außerdem wurde er zunehmend von Jacques Lacan beeinflusst und wurde Mitglied der Redaktion von Cahiers pour l’Analyse. Zu dieser Zeit hatte er schon solide Grundkenntnisse in Mathematik und Logik erworben, die er mit der Theorie Lacans verband. Seine beiden Beiträge zu den Cahiers nehmen wichtige Themen seiner späteren Werke vorweg.
Die Studentenrevolte 1968 führte zu einer noch stärkeren Bindung an die Linke, er nahm dabei an militanten Gruppen teil, wie der Union des communistes de France marxiste-léniniste (UCFml). Er selbst sagte, die UCFml sei die maoistische Organisation, die 1969 von Natacha Michel, Sylvain Lazarus, von ihm selbst und einer kleinen Gruppe junger Leute gegründet worden sei. In dieser Zeit trat Badiou der neugegründeten University of Paris VIII/Vincennes-Saint Denis bei, einer Bastion gegenkulturellen Denkens. Dort beteiligte er sich an heftigen intellektuellen Debatten mit anderen Professoren wie Gilles Deleuze und Jean-François Lyotard, deren philosophische Werke er als ungesunde Abweichungen von Althussers Programm eines wissenschaftlichen Marxismus betrachtete.
In den 1980er Jahren, als Althussers und Lacans Einfluss abnahm (Lacan starb und Althusser wurde in die Psychiatrie eingewiesen), veröffentlichte Badiou speziellere und abstraktere Werke wie Théorie du sujet (1982) und sein opus magnum, L'Être et l'Événement (1988). Trotzdem distanzierte er sich nie von Althusser oder Lacan, und zustimmende Verweise auf Marxismus und Psychoanalyse sind auch in seinen jüngsten Werken nicht ungewöhnlich (insbesondere in seinem Werk Petit panthéon portatif / Pocket Pantheon).
1999 übernahm er seine gegenwärtige Position in der ENS. Er ist auch mit anderen Institutionen verbunden, zum Beispiel dem Collège international de philosophie. Er war Mitglied der Organisation politique, die er 1985 gründete, zusammen mit Kameraden der UCFml. Diese Organisation löste sich 2007 auf. Badiou war außerdem ein erfolgreicher Dramatiker; eines seiner bekanntesten Stücke ist Ahmed le Subtil.
Seit 1999 werden seine Werke zunehmend ins Englische übersetzt, Ethics, Deleuze, Manifesto for Philosophy, Metapolitics, and Being and Event. Aufsätze erschienen in Zeitschriften wie Lacanian Ink, New Left Review, Radical Philosophy, Cosmos and History und Parrhesia. In besonderem Maße wird sein Werk von militanten Kräften in Indien, der Demokratischen Republik Kongo und Südafrika rezipiert, was ungewöhnlich für einen europäischen Philosophen ist. 2010 war er in dem Film Film Socialisme zu sehen.
Eine scharfe Auseinandersetzung begann Badiou mit Pariser Intellektuellen, nachdem 2005 Circonstances 3: Portées du mot 'juif' – The Uses of the Word "Jew" veröffentlicht wurde. Die Auseinandersetzungen wurden in Le Monde und Les Temps Modernes ausgetragen. Linguist und Lacanist Jean-Claude Milner, früherer Präsident von Jacques Derridas Collège international de philosophie, warf Badiou Antisemitismus vor.

## Philosophisches Werk

### Theorie des Subjekts (Théorie du sujet) 1982
1982 veröffentlichte Badiou Théorie du sujet. In dem Buch suchte er nach Verbindungen zwischen Politik und Philosophie. Er konstatierte aber später, dass dem Buch „kein öffentliche[r] Erfolg“ beschieden war. Es war jedoch Anlass für Philippe Lacoue-Labarthe und Jean-Luc Nancy, ihn zu zwei Sitzungen in einem Seminar an der École normale supérieure einzuladen, was Badiou als „Beginn des sehr langen Weges, der zwanzig Jahre dauern sollte, um mich aus der einsamen Anonymität herauszuführen“ empfand. Außer ihm referierten in dem Seminar Jean-François Lyotard, Jacques Derrida sowie Sarah Kofman. Das Seminarthema war Der Rückzug des Politischen. Auf Grundlage der Seminarsitzungen erschien das Buch Ist Politik denkbar?, das jedoch nach Aussage Badious „nicht viel mehr Erfolg“ als Théorie du sujet hatte. Das Buch sei eines des Übergangs gewesen, „zwischen der philosophischen Bilanz des Maoismus der siebziger Jahre und der neuen Synthese, die 1988 Das Sein und das Ereignis vorschlagen wird“.

### Circonstances 3: Portées du mot "juif", Paris: Leo Schéer, 2005
Nach Meinung Badious wird die Bezeichnung „Jude“ im politischen Gebrauch sakralisiert. Dabei spielt die Opfer-Ideologie eine entscheidende Rolle: Der Holocaust als unvergleichliches, einzigartiges Ereignis werde zur Begründung einer Ausnahmestellung. Eine weitere Begründung liege in einer geschichtlichen Konstruktion: Die Geschichte Europas und das Selbstverständnis Europas wurzele im Problem der Emanzipation des Judentums in der Aufklärungsepoche. Die „Endlösung“ sei als letzter Schritt Europas in seinem aufklärerischen Selbstverständnis zu erklären. Eine Fortsetzung dieser Geschichte sei die Kritik an Israel als Staat und die Unterstützung der Palästinenser durch Europa. Daraus werde abgeleitet, man müsse, wenn man nicht Antisemit sein wolle, Kritik an der Politik Israels zurückweisen.
Wie schon in seiner Monographie Ethik lehnt Badiou die Opfer-Ideologie zur Identitätsbegründung ab. Der Holocaust könne kein vererbbares Sonderstellungsprädikat rechtfertigen – der rassistisch begründete „Juden“-Begriff der Nazis und ihre aus ihm folgenden Handlungen können nicht Grundlage des jüdischen Selbstverständnisses sein. Echtes Mitleid mit den Opfern könne nicht dazu führen, dass ihnen eine Sonderidentität zugesprochen wird, die in den Augen der Nazis gerade die Rechtfertigung für ihre Leiden war. Mitleid ist universell, es gilt jedem Menschen. Die Zuschreibung besonderer Eigenschaften, seien es negative oder positive, führe gerade zu den schlimmsten Katastrophen.
Die Existenz eines privilegierten jüdischen Staates sei archaisch und widerspreche dem Charakter moderner demokratischer Staaten, in denen jeder Bürger gleichwertig sei, unabhängig von Abstammung und Religionszugehörigkeit. Der Nahostkonflikt sei nur durch einen säkularen demokratischen Staat zu lösen, in dem die Gruppenidentitäten gleichwertig sind.

### Lob der Liebe (L'éloge de l'amour) 2008
Das Gespräch zwischen Alain Badiou und Nicolas Truong, das 2008 im Rahmen des Theaterfestivals Avignon stattfand, wurde in nachbearbeiteter Form unter dem Titel Eloge de l'amour (Jean-Luc Godard) veröffentlicht. In sechs Kapiteln diskutiert Badiou die Bedrohung der Liebe, die Vorstellungen von Philosophen, die Liebeskonstruktion, die Wahrheit der Liebe und ihren Bezug zu Kunst und Politik.
Badiou will mit Arthur Rimbaud in der Liebe das Risiko und das Abenteuer wiedererfinden, gegen Sicherheitsdenken und Komfortbedürfnisse. Ohne Liebe sei auch die Philosophie nicht zu verstehen. Gelehrter, Künstler, Aktivist und Liebender zu sein, das sind die vier Bedingungen der Philosophie. Die Liebe sieht er bedroht durch die Suche nach dem idealen Partner aufgrund besonderer uns ähnlichen oder ergänzenden Eigenschaften seines Persönlichkeitsprofils: Man möchte Leid vermeiden, das Risiko des Scheiterns verringern und das Glück durch Berechnung erzwingen. So verliere das Leben seine zufälligen Begegnungen, seine Möglichkeiten und damit seine Poesie. Es bleibe immer ein Risiko, sich zu verlieben, aber gerade das Risiko, Fehler zu machen, zu leiden, zu enttäuschen, gibt dem Leben einen Sinn und Intensität. Man müsse die Welt vom Unterschied aus erfahren, nicht nur von der Identität aus. Der Austausch der Partner gehe über das wechselseitige Genießen hinaus, er entwickele sich zu einer „Bühne der Zwei“, in der ein unendlich anderer „mit seinem Sein bewaffnet in mein Leben getreten ist und es damit zerbrochen und neu zusammengesetzt hat“.
Badiou findet in der Philosophiegeschichte verschiedene Konzeptionen der Liebe, zum Beispiel Schopenhauers Ablehnung der Liebe, da sie nur eine Erfindung der Natur zur Sicherung der Fortpflanzung sei. Er stimmt Jacques Lacan zu, dass es keine sexuelle Beziehung gebe, weil dabei jeder narzisstisch und hedonistisch an seinen eigenen Genuss denkt, wenn auch vermittelt durch den anderen. „Der andere dient [...] dazu, das Reale des Genießens zu entdecken“. Die Beziehung bleibt imaginär. In der Liebe versucht das Subjekt hingegen, das Sein des anderen zu erreichen. Liebe ist mehr als die Maskierung sexuellen Interesses. Es ist aber auch mehr als das „Ewig-Weibliche“ Goethes, das „uns hinanzieht“, es ist „die Konstruktion einer Welt unter einem Gesichtspunkt, der abseits meines bloßen Selbsterhaltungstriebes oder meines wohlverstandenen Interesses liegt“
„Die Liebe beginnt immer mit einer Begegnung. Und dieser Begegnung verleihe ich in gewisser Weise den metaphysischen Status eines Ereignisses, das heißt, den Status von etwas, das nicht ins unmittelbare Gesetz der Dinge hineinpasst.“
„Ein scheinbar unbedeutendes Ereignis, das jedoch in Wirklichkeit ein radikales Ereignis des mikroskopischen Lebens ist, trägt in seiner Hartnäckigkeit und in seiner Dauer eine universelle Bedeutung in sich.“
„Sagen wir, die Liebe ist ein hartnäckiges Abenteuer. Die abenteuerliche Seite ist notwendig, aber die Hartnäckigkeit ist es nicht weniger. Wenn man es beim ersten Hindernis bleiben lässt, bei der ersten ernsthaften Meinungsverschiedenheit, bei den ersten Problemen, dann ist das nur eine Entstellung der Liebe.“
Die Eifersucht ist bei Badiou „ein künstlicher Parasit der Liebe“ und keineswegs Teil ihrer Definition: „Der Hauptfeind der Liebe, derjenige, den ich besiegen muss, ist nicht der andere, sondern das bin ich, das ‚Ich‘, das die Identität gegen den Unterschied will, das seine Welt gegen die Welt durchsetzen will, die im Prisma des Unterschieds gefiltert und neu zusammengesetzt wird.“
Liebe ist auch keine romantische Selbstauflösung im anderen, keine „Verschmelzung“, kein „Einswerden“, aber auch nicht einfach nur eine Beziehung der Differenz zueinander, eine Art und Weise, sich zu einem oder einer Anderen in Beziehung zu setzen, sondern sie ist ein – wie Badiou es formuliert – „Wahrheitsverfahren“: Indem wir die Welt aus der Perspektive des Unterschieds betrachten und auf gewisse Weise damit hervorbringen, erkennen wir eine Wahrheit, die dem einzelnen Individuum, das die Welt nur aus seiner eigenen Perspektive betrachtet, verborgen bleibt.
Den philosophiegeschichtlichen Hintergrund seiner radikalen Liebesauffassung findet Badiou bei Platon und dessen universeller Ideenlehre, ergänzt durch eigene Vorstellungen einer Verwirklichung der Ewigkeit in der Zeit mittels des (Liebes)Ereignisses.
In der Liebe können eine Begegnung, eine Erklärung und eine Treue den absoluten Unterschied, der zwischen zwei Individuen besteht – immerhin einer der größten Unterschiede, die man sich vorstellen kann, weil es ein unendlicher Unterschied ist –, in eine schöpferische Existenz verwandeln. In der Politik kann nichts dergleichen mit den grundlegenden Widersprüchen geschehen. Das bedeutet, es gibt tatsächlich Erzfeinde (S. 51 f).
Das politische Problem ist die Kontrolle des Hasses und nicht der Liebe. Der Hass ist eine Leidenschaft, die fast unvermeidlich die Frage des Feindes aufwirft. Wir werden also sagen: In der Politik, wo es Feinde gibt, ist die Kontrolle, ja die Beseitigung jeder Wirkung des Hasses eine der Aufgaben der Organisation, wie auch immer sie aussieht (S. 60).
Liebe ist für Badiou weder eine politische, noch eine religiöse Kategorie. So sieht er auch das christliche Credo „Liebe deine Feinde“ als Trick. Das Christentum habe es damit geschafft, die Macht der Liebe zugunsten seiner Kirche auszunutzen. Die Liebe im Christentum sei passiv, devot und gebeugt und damit keine richtige Liebe mehr.
„Eine kniende Liebe ist für mich keine Liebe, selbst wenn wir manchmal in der Liebe die Leidenschaft verspüren, uns dem, den wir lieben, auszuliefern“.

### Paulus – Die Begründung des Universalismus 1997
Apostel Paulus ist für Badiou, wie er im ersten Kapitel Paulus der Zeitgenosse darstellt, ein „dichterischer Denker des Ereignisses und zugleich der, welcher in seiner Aussage wie in seinem Tun die bleibenden Züge jener Figur zeigt, die man den militant oder Kämpfer nennen könnte.“ Paulus’ Leistung ist eine besondere Art der Verbindung – nämlich der, „die zwischen der generellen Idee eines Bruchs, eines Umsturzes, und der einer Praxis und eines Denkens besteht, welches die subjektive Materialität dieses Bruchs darstellt“ (S. 8/9). Dabei argumentiert der Atheist Badiou weder religiös noch philosophisch: „Es geht darum, dass Paulus ergründen will, welches Gesetz ein jeder Identität beraubtes Subjekt strukturieren kann, ein Subjekt, das von einem Ereignis abhängt, dessen einziger ‚Beweis‘ genau darin besteht, dass ein Subjekt sich zu ihm bekennt.“ (S. 13)
Im 2. Kapitel Wer ist Paulus? geht Badiou auf Leben und Briefe des Paulus ein. Seine Briefe seien nichts anderes als Interventionen im Leben dieser Gruppen (der von ihm mitgegründeten Gemeinden), und sie seien erfüllt von politischer Leidenschaft. „Letztlich aber lehrt uns Paulus selbst, dass es weder auf die Zeichen der Macht noch auf exemplarische Lebensläufe ankommt, sondern darauf, wozu eine Überzeugung imstande ist – hier, jetzt und für immer.“ (S. 59)
Im 3. Kapitel Texte und Kontexte vergleicht Badiou die „Gelegenheitstexte“ des Paulus mit den Evangelien, aber auch mit Texten Lenins, Lacans und Wittgensteins. Im Unterschied zu den Evangelien haben die Briefe Lehrcharakter. „Alles wird auf einen einzigen Punkt zurückgeführt: Jesus, der Messias, ist am Kreuz gestorben und auferstanden.“ (vgl. S. 64/65)
Im 4. Kapitel Theorie der Diskurse erklärt Badiou das Neuartige der Lehre des Paulus: „Dass eine Verleugnung all dessen stattfindet, was alle bisherigen Diskurse als existent oder seiend erklären, gibt einen Begriff vom Ausmaß der ontologischen Subversion, zu der die paulinische Antiphilosophie den Bekenner oder den Kämpfer auffordert. Die Erfindung einer Sprache, in der Torheit, Ärgernis und Schwäche an die Stelle der erkennenden Vernunft, der Ordnung und der Macht treten, in der das Nichtsein die einzig glaubhafte Bestätigung des Seins ist – diese Erfindung ist es, in der sich der christliche Diskurs artikuliert.“ (S. 90)
Badiou unterscheidet vier Diskurse: den griechischen Diskurs der Totalität des Weisen, den jüdischen Diskurs der Totalität des Propheten, den christlichen Diskurs der scheinbaren Schwäche und den mystischen Diskurs der unaussprechlichen Wahrheit. Griechischer und jüdischer Diskurs sind in der Begrifflichkeit Lacans Vater-Diskurse, der christliche ist ein Sohn-Diskurs. Während die Vaterdiskurse von der Gewissheit einer vorgegebenen sinnerfüllten Herrschaftsordnung ausgehen, die durch Einsicht oder durch Offenbarungsglauben zum Gehorsam verpflichtet, eröffnet der Sohn-Diskurs einen herrschafts- und gesetzesfreien Blick auf die Wahrheit, die von der Leere des Ereignisses ausgeht und daher nur subjektiven Bekenntnischarakter hat, nicht den Charakter rationaler oder prophetischer Gewissheit. Der mystische Diskurs spricht von dem Ereignis selbst – dabei steht er aber in der Gefahr, das Ereignis in ein Trugbild zu verwandeln, da der Kern des realen Ereignisses nicht ins Wort gebannt werden kann, ohne seinen Charakter zu verlieren.
Im 5. Kapitel Die Teilung des Subjekts vergleicht Badiou die Diskurse der geistigen Strömungen zur Zeit der Paulusbriefe: Für Paulus ist ein Subjekt „... in Wirklichkeit die Verflechtung zweier subjektiver Wege, welche Paulus das Fleisch (σάρξ) und den Geist (πνεῦμα) nennt“(S. 105). „Die Juden, so sagt uns Paulus wieder und wieder, suchen Zeichen und ‚verlangen nach Wundern‘, die Griechen ‚suchen die Weisheit‘ und stellen Fragen, die Christen bekennen den gekreuzigten Christus. Verlangen – Fragen – Bekennen: dies sind die verbalen Figuren der drei Diskurse, sind ihre subjektiven Haltungen“ (S. 111). Weil er die Ausschließungskriterien der Griechen (Bindung an die Polis) und der Juden (Bindung an das Gesetz) überwindet, wird Paulus für Badiou zum Begründer des Universalismus.
Im 6. Kapitel Die Antidialektik von Tod und Auferstehung analysiert Badiou die antidialektische Todesvorstellung des Paulus und gibt ihr eine existenzialistische Auslegung: „Die Frage ist einzig und allein die, ob einem Dasein im Bruch mit der unerbittlichen Gewöhnlichkeit der Zeit das materielle Glück begegnet, einer Wahrheit zu dienen und so, in der subjektiven Teilung, jenseits der Überlebensnotwendigkeiten des Menschentiers, unsterblich zu werden“ (S. 124/125).
Im 7. Kapitel Paulus ist gegen das Gesetz befasst sich Badiou genauer mit der Ablehnung der jüdischen Gesetzesreligion durch Paulus wegen der Partikularität und Differenz der Gesetzlichkeit. Paulus setzt der Gesetzesreligion den lebendigen Glauben entgegen: „Die Sünde ist das Leben des Begehrens als Autonomie, als Automatismus“ (S. 148). „Im Grunde ist die Sünde weniger eine Verfehlung als eine Unfähigkeit des lebendigen Denkens, das Handeln zu bestimmen“ (S. 156).
Im 8. Kapitel Die Liebe als universale Macht stellt Badiou seine Auffassung von Liebe dar, die darin besteht, sich zur Wahrheit zu bekennen, die als subjektiv erlebtes Ereignis stattfindet.
Im 9. Kapitel Was stirbt zuletzt? – Die Hoffnung erklärt Badiou die Hoffnung des Paulus auf Gerechtigkeit: „Sie ist eine Figur des gegenwärtigen Subjekts, zu dem die Universalität, an der es arbeitet, zurückkehrt“ (S. 180).
Im 10. Kapitel Die Universalität und die Durchquerung der Differenzen wird der Vorwurf entkräftet, Paulus habe sich seiner Umgebung opportunistisch angepasst. Badiou macht deutlich, dass Paulus die Bräuche, die aufgenommen wurden, von ihrem subjektiven Sinn her außer Kraft gesetzt habe. Paulus habe mit der Welt leben müssen – „aber ohne sich formen, sich konformieren zu lassen“ (S. 203).

### L’éthique: Essai sur la conscience du Mal 1998
Die gegenwärtige universelle Menschenrechtsethik oder die Ethik des ganz Anderen sind nihilistisch und verschleiern die Realität des Kapitalismus. Die Treue zum Guten und die besonderen Wahrheiten auf der Suche nach dem Guten führen nicht zum Bösen, dieses besteht in Terror, Verrat und Desaster. Das radikal Böse existiert nicht.
1. Existiert der Mensch?
Ethik wird wieder von der Ideologie universeller und evidenter Menschenrechte her bestimmt, da seit dem Ende des Kommunismus jede Hoffnung auf kollektive gesellschaftliche Veränderung illusionär und gefährlich erscheint. Viele Intellektuelle, die in den 60er Jahren revolutionäre Ziele verfolgten, haben sich mit Kapitalismus und Parlamentarismus abgefunden und rechtfertigen ihn mit dem liberalen humanitären Individualismus. Dessen Vorstellung von universellen apriorischen Imperativen, die weder empirisch noch situativ begründet werden, sondern absolut gelten, geht auf Kant zurück. Der Staat hat sich diesen moralischen Imperativen unterzuordnen, das Individuum vor Rechtsverletzungen zu schützen und die Beachtung der Gesetze zu erzwingen.
Das Gute wird dabei vom Bösen her bestimmt, das bekämpft werden muss, es hat keine selbständige Bedeutung mehr. Menschenrechte sind damit Rechte auf das Nicht-Böse, nicht Rechte auf das Gute. Das universale menschliche Subjekt wird so immer von seiner möglichen Opfer-Rolle her gesehen. Dagegen zeigen gerade die schlimmsten Verbrechen, dass der Mensch etwas anderes sein kann als ein sterbliches Wesen.
Diese negative Ethik ist abzulehnen, weil der Mensch so auf einen sterblichen Organismus reduziert wird. Der Mensch macht sich so zu einem verächtlichen Wesen, auf der Opfer-Seite zum schäbigen Tier, auf der Täter-Seite zum Gut-Menschen mit dem Auftrag einzugreifen. Statt von einer Menschenrechtssituation müsste von der besonderen politischen Situation gesprochen werden, von den Möglichkeiten der Betroffenen, diese Situation handelnd zu verändern. Die Barbarei wird nur als Verletzung von Rechten wahrgenommen, daher stimmt die „Ethik“ nach Jahrzehnten mutiger Kritik an Imperialismus und Kolonialismus mit der heutigen Selbstzufriedenheit des Westens überein, und stützt die Behauptung, das Elend der dritten Welt sei das Ergebnis ihrer eigenen Inkompetenz, also kurz ihres eigenen Mangels an Mensch-Sein oder Zivilisiertheit.
2. Jedes kollektive revolutionäre Unternehmen wird als utopisch dargestellt, das unweigerlich zur Katastrophe führt. Jeder kollektive Versuch, das Gute zu erreichen, bringt angeblich das Böse hervor.
3. Die negative Ethik kann die Singularität von Situationen, von der jede wirklich menschliche Handlung ausgeht, nicht anerkennen. Ein Arzt kann eine Konferenz über Medizinethik besuchen und den Hippokratischen Eid hochhalten, ohne ein Problem zu haben, einen Patienten mit dem Argument abzuweisen, dass ihm notwendige Dokumente fehlen.
Entsprechend den Schwächen der universellen Ethik vertritt Badiou drei Prinzipien einer menschlichen Ethik:
1. Der Mensch muss sich positiv definieren: durch affirmative Gedanken und Handlungen und durch die besonderen Wahrheiten, zu denen er fähig ist.
2. Vom Guten und unserer Fähigkeit zum Guten muss das Böse abgeleitet werden, nicht umgekehrt. Dieses besteht demnach in der Ablehnung von wahrheitsgeleiteten Handlungen, die die gesellschaftliche Situation verändern.
3. Es gibt keine allgemeine Ethik. Es gibt nur Situationen, in denen wir Möglichkeiten zum Handeln entwickeln können.

2. Existiert der Andere?
Die Vorstellung, dass es in der Ethik um den Anderen in seiner Differenz geht, kann auf Emmanuel Levinas zurückgeführt werden. Dieser lehnt die griechisch-westliche Metaphysik aufgrund ihrer Logik von Substanz und Identität ab. Der Andere ist vom despotischen Selbst aus nicht zu erreichen. Aber seine Phänomenologie des Anderen ist ungeeignet, da die Andersheit nicht erfahrbar ist. Daher wird sie absolut gesetzt, die Andersheit wird zur abstrakten Kategorie, zu Gott, sodass die Ethik sich in Religion verwandelt.
Badiou will Ethik auf Identität gründen. Aus der banalen Feststellung von Unterschieden kann keine Wahrheit abgeleitet werden, die Unterschiede im Menschen und zwischen den Menschen sind unendlich.
Kulturelle Unterschiede sind nur auf touristischer Ebene interessant. Wirkliche Unterschiede erschrecken die Apostel des Rechts auf Unterschied. Der Andere wird nur akzeptiert, wenn er ein guter Anderer ist, also uns ähnlich. Daher ist der Multikulturalismus unehrlich.
3. Ethik als Form des Nihilismus
Die heutige Ethik bezeichnet die Unfähigkeit, etwas Gutes zu benennen und es anzustreben. Sie ist Symptom einer Welt, die Resignation mit Abgrenzungs- und Zerstörungswillen verbindet. Die Logik des Kapitals gilt als notwendig, objektiv und nicht diskutierbar. Ethik ist Ergänzung des Unausweichlichen. Die Konsensethik angesichts des Unmenschlichen fördert die Resignation und das Akzeptieren des Status quo. Jedes Projekt der Emanzipation zerstört den Konsens, da jede neue Wahrheit auf den Widerstand des Bestehenden trifft. Die moderne Ethik ist die spirituelle Ergänzung dieses Konsenses und erschrickt vor jeder Form der Zwietracht. Sie verbietet Ideen und Denkprojekte und überdeckt die zum Handeln auffordernden Situationen mit humanitärem Gerede.
Auch die Ausrichtung der Ethik auf Glück und die Abwesenheit des Todes ist ein Zeichen des ethischen Nihilismus. Die Ethik ist unfähig, Alter und Tod als etwas Sinnvolles wahrzunehmen und grenzt sie daher aus.
Um dem Nihilismus zu entgehen, müssen wir das scheinbar Unmögliche tun, nämlich Wahrheiten bejahen: in der liebenden Begegnung, in der Erneuerung der Wissenschaft, im künstlerischen Schöpfungsakt und in der emanzipatorischen Politik, gegen die Wohlstandsethik, deren einziger Inhalt der Tod der positiven Wahrheit ist.
4. Die Ethik der Wahrheiten
Es gibt keine allgemeine Ethik, weil es kein abstraktes Subjekt gibt. Es gibt nur eine besondere Art von Tier in den besonderen Umständen einer Wahrheit. Das besondere Subjekt wird durch die Treue zu einem Ereignis geschaffen, das er wählt. Badiou nennt Wahrheit den wirklichen Vorgang einer Treue gegenüber einem Ereignis. Das Subjekt ist nicht mit dem psychologischen Subjekt identisch.
Die Ethik einer Wahrheit ist das, was Dauer und Festigkeit eines Jemand in der Bildung des Subjekts darstellt und von dem Wahrheitsprozess herbeigeführt wird. In der ethischen Konsistenz zeigt sich im uninteressierten Interesse und in der Gegnerschaft gegen Meinungen, die Vorstellungen ohne Wahrheit sind.
Ethik ist unsozial, aber nicht unbedingt asketisch.
5. Das Problem des Bösen
Wir können das Böse nicht durch Analyse des Schädlichen bestimmen. Das Böse muss vom Ausgangspunkt des Guten her gedacht werden. Aber das radikal Böse existiert nicht, nicht einmal im Holocaust.
Das Böse hat drei Namen: Angst – die Vorstellung, dass ein Ereignis eine totale Situation darstellt; Verrat – die Unfähigkeit zur Treue; Desaster – die Identifikation der Wahrheit mit einer absoluten Macht.

## Dichterisches Werk: Dramen

### Der Vorfall bei Antiochien, Tragödie in drei Akten, 1982
Die Tragödie über die Bekehrung des Paulus wurde als erstes Drama Badious ins Englische und danach ins Deutsche übersetzt. Badiou bearbeitet mit diesem Drama dieselben Anliegen wie seine philosophischen Diskurse.
Es ist wie für Badiou selbstverständlich auch ein politisches Drama, das in seinen Figuren (Politiker, Revolutionäre, Arbeiter), Schauplätzen und Themen durch und durch politisch ausgerichtet ist und die politische Situation Frankreichs in den 80er Jahren reflektiert, die von Resignation und Abkehr von revolutionären Idealen gekennzeichnet waren.
Wie schon bei dem ersten Drama Der rote Schal entlehnt Badiou viele literarische Elemente des Dramas von Paul Claudel, in diesem Fall von dessen Drama Die Stadt. Auch Badious Rezeption und Auseinandersetzung mit der Mengenlehre von Paul Cohen ist erkennbar.
Die drei Akte sind nach den entscheidenden Orten des Frühchristentums und des Apostels Paulus benannt: Damaskus, Antiochien und Nicea.

## Schriften
- Deleuze, Leser von Leibniz. Hg., Übers. Clemens-Carl Härle, in: Karten zu »Tausend Plateaus«. Mit Beiträgen von A. Badiou, G. Deleuze, C.C. Härle, B. Massumi, T. Negri und A. Villani. Merve, Berlin 1993, ISBN 3-88396-100-0, S. 133–161.
- Politik der Wahrheit. Mit Jacques Rancière, herausgegeben von Rado Riha. Turia + Kant, Wien 1996 (2. Aufl. 2013, um die Texte von Rado Riha und Jelica Šumič gekürzt), ISBN 978-3-85132-489-1.
- Manifest für die Philosophie. Übersetzt von Eric Hoerl und Jadja Wolf. Turia + Kant, Wien 1997 (2. Aufl. 2010), ISBN 978-3-85132-484-6.
- Kleines Handbuch zur Inästhetik. Übersetzt von Karin Schreiner. Turia + Kant, Wien 2001 (2. Aufl. 2012), ISBN 978-3-85132-266-8.
- Gott ist tot: Kurze Abhandlung über eine Ontologie des Übergangs. Übersetzt von Jürgen Brankel. Turia + Kant, Wien 2002 (2. Aufl. 2007), ISBN 978-3-85132-311-5.
- Paulus. Die Begründung des Universalismus. Übersetzt von Heinz Jatho. Diaphanes, Zürich/Berlin 2002 (2. Aufl. 2009), ISBN 978-3-03734-052-3.
- Philosophische Überlegungen zu einigen jüngsten Ereignissen. In: Terror im System. Der 11. September und die Folgen. Herausgegeben von Dirk Baecker, Peter Krieg und Fritz B. Simon. Carl-Auer-Systeme Verlag, Heidelberg 2002, ISBN 3-89670-279-3, S. 61–82.
- Ethik: Versuch über das Bewusstsein des Bösen. Übersetzt von Jürgen Brankel. Turia + Kant, Wien 2003, ISBN 978-3-85132-343-6.
- Über Metapolitik. Übersetzt von Heinz Jatho, Nachwort von Peter Hallward. Diaphanes, Zürich/Berlin 2003, ISBN 978-3-935300-39-1.
- Deleuze. »Das Geschrei des Seins«. Übersetzt von Gernot Kamecke. Diaphanes, Zürich/Berlin 2003, ISBN 978-3-935300-33-9.
- Philosophie und Aktualität: Ein Streitgespräch. Mit Slavoj Žižek, herausgegeben von Peter Engelmann, übersetzt von Maximilian Probst und Sebastian Raedler. Passagen, Wien 2005 (2. Aufl. 2012), ISBN 978-3-7092-0030-8.
- Das Sein und das Ereignis. Übersetzt von Gernot Kamecke. Diaphanes, Berlin 2005, ISBN 3-935300-40-9. Erster Teil des systematischen Hauptwerks
- Beckett: Das Begehren ist nicht totzukriegen. Übersetzt von Heinz Jatho. Diaphanes, Zürich/Berlin 2006, ISBN 978-3-935300-83-4.
- Das Jahrhundert. Übersetzt von Heinz Jatho. Diaphanes, Zürich/Berlin 2006 (2. Aufl. 2010), ISBN 978-3-935300-88-9.
- Dritter Entwurf eines Manifests für den Affirmationismus. Herausgegeben und um ein Gespräch mit Alain Badiou erweitert von Frank Ruda und Jan Völker, übersetzt von Ronald Voullié. Merve, Berlin 2007, ISBN 978-3-88396-237-5. Thesen zu Kunst und Dichtung
- 15 Thesen zur zeitgenössischen Kunst. (dt., franz., engl.) Übersetzt von Heinz Jatho, in: INAESTHETIK – NO. 0: Theses on Contemporary Art. Herausgegeben von Tobias Huber und Marcus Steinweg. Diaphanes, Zürich/Berlin 2008, ISBN 978-3-03734-034-9, S. 11–26.
- Kann man das Neue denken? Gespräch mit Bruno Bosteels, übersetzt von Heinz Jatho, in: INAESTHETIK – NO. 0: Theses on Contemporary Art. Herausgegeben von Tobias Huber und Marcus Steinweg. Diaphanes, Zürich/Berlin 2008, ISBN 978-3-03734-034-9, S. 27–56.
- Wittgensteins Antiphilosophie. Übersetzt von Heinz Jatho. Diaphanes, Zürich 2008, ISBN 978-3-03734-022-6
- Wofür steht der Name Sarkozy? Übersetzt von Heinz Jatho. Diaphanes, Zürich 2008, ISBN 978-3-03734-041-7
- Ereignis und Gesetz: die drei Negationen. In: Ereignis und Institution: Anknüpfungen an Alain Badiou. Herausgegeben von Gernot Kamecke und Henning Teschke. Narr, Tübingen 2008, ISBN 978-3-8233-6445-0, S. 17–28.
- Das Konzept des Modells: Einführung in eine materialistische Epistemologie der Mathematik. Neuausgabe des Werkes von 1969, um ein zuvor unveröffentlichtes Vorwort erweitert, übersetzt von Jürgen Brankel. Turia + Kant, Wien/Berlin 2009, ISBN 978-3-85132-510-2.
- Logiken der Welten: Das Sein und das Ereignis 2. Übersetzt von Heinz Jatho. Diaphanes, Zürich/Berlin 2010, ISBN 978-3-03734-023-3. Zweiter Teil des systematischen Hauptwerks
- Zweites Manifest für die Philosophie. Übersetzt von Thomas Wäckerle. Turia + Kant, Wien/Berlin 2010, ISBN 978-3-85132-570-6.
- Ist Politik denkbar? (morale provisoire #1) Übersetzt von Frank Ruda und Jan Völker. Merve, Berlin 2010, ISBN 978-3-88396-265-8.
- Kleines tragbares Pantheon. Übersetzt von Elfriede Müller und David Horst. August Verlag, Berlin 2011, ISBN 978-3-941360-06-8. Hommagen an verstorbene französische Philosophen
- Die kommunistische Hypothese. (morale provisoire #2) Übersetzt von Frank Ruda. Merve, Berlin 2011, ISBN 978-3-88396-287-0.
- Lob der Liebe: Ein Gespräch mit Nicolas Truong. Übersetzt von Richard Steurer. Passagen, Wien 2011, ISBN 978-3-85165-966-5
- Bedingungen. Übers. Heinz Jatho. Diaphanes, Zürich 2011, ISBN 978-3-03734-162-9. Zu den vier wesentlichen Bedingungen der Philosophie
- Heidegger. Der Nationalsozialismus, die Frauen, die Philosophie. Mit Barbara Cassin. Diaphanes, Zürich 2011, ISBN 978-3-03734-164-3.
- Die Philosophie und das Ereignis. Mit einer kurzen Einführung in die Philosophie Alain Badious von Fabien Tarby, übersetzt von Thomas Wäckerle. Turia + Kant, Wien 2012, ISBN 978-3-85132-666-6. Enthält eine Skizze zum dritten Teil des systematischen Hauptwerks Die Immanenz der Wahrheiten
- Das Endliche und das Unendliche. Herausgegeben von Peter Engelmann, übersetzt von Richard Steurer. Passagen, Wien 2012, ISBN 978-3-7092-0011-7.
- Es gibt keinen Geschlechtsverkehr: Zwei Lacanlektüren. Mit Barbara Cassin, übersetzt von Judith Kasper. Diaphanes, Zürich 2012, ISBN 978-3-03734-214-5.
- Fünf Lektionen zum ›Fall‹ Wagner. Übersetzt von Thomas Laugstien, Diaphanes, Zürich 2012, ISBN 978-3-03734-220-6.
- Das demokratische Wahrzeichen. Übersetzt von Claudio Gutteck, in: Demokratie? – Eine Debatte. Mit Beiträgen von Giorgio Agamben, Alain Badiou, Daniel Bensaïd, Wendy Brown, Jean-Luc-Nancy, Jacques Rancière, Kristin Ross und Slavoj Žižek. Suhrkamp, Berlin 2012, ISBN 978-3-518-12611-0, S. 13–22.
- Die Idee des Kommunismus (Bd. II). Mit Slavoj Žižek herausgegeben, Übersetzungen von Roland Holst und Adriana Enslin. LAIKA-Verlag, Hamburg 2012, ISBN 978-3-942281-29-4.
- Ist der Sozialismus das Reale der kommunistischen Idee? Übersetzt von Roland Holst. In: Die Idee des Kommunismus (Bd. II), S. 11–22.
- Philosophie und die Idee des Kommunismus. Im Gespräch mit Peter Engelmann. Hg. Peter Engelmann, Übers. Erwin Steinbach. 2., überarb. Aufl. Passagen, Wien 2014, ISBN 978-3-7092-0107-7
- Das Erwachen der Geschichte. Hg. Peter Engelmann, Übers. Richard Steurer-Boulard. Passagen, Wien 2013, ISBN 978-3-7092-0066-7
- Platons ›Staat‹. Übers. Heinz Jatho. Diaphanes, Zürich 2013, ISBN 978-3-03734-318-0.
- Jacques Lacan. Gestern, heute, Dialog. Mit Élisabeth Roudinesco, Übers. Thomas Wäckerle. Turia + Kant, Wien 2013, ISBN 978-3-85132-702-1
- Der Vorfall bei Antiochien: Tragödie in drei Akten. Hg. Peter Engelmann, Übers. Corinna Popp. Passagen, Wien 2013, ISBN 978-3-7092-0101-5
- Klartext. Eine Kontroverse. Mit Alain Finkielkraut, Hg.  Peter Engelmann, Übers. Richard Steurer-Boulard. Passagen, Wien 2013, ISBN 978-3-7092-0038-4
- Kontroverse. Dialog über die Politik und die Philosophie unserer Zeit. Mit Jean-Claude Milner, Übers. Thomas Wäckerle. Turia + Kant, Wien 2013, ISBN 978-3-85132-715-1
- Kino. Gesammelte Schriften zum Film. Hg. Peter Engelmann, Übers. Paul Maercker. Passagen, Wien 2014, ISBN 978-3-7092-0086-5
- Pornographie der Gegenwart. Übers. Brita Pohl. Turia + Kant, Wien 2014, ISBN 978-3-85132-750-2
- Lacan. Das Seminar. Antiphilosophie 3. Übers. Brita Pohl. Turia + Kant, Wien 2015, ISBN 3-85132-780-2
- Rhapsodie für das Theater. Hg. Peter Engelmann, Übers. Corinna Popp. Passagen, Wien 2015, ISBN 978-3-7092-0171-8
- Bedingungen und Unendlichkeit. Ein Gespräch mit Gernot Kamecke. Merve, Berlin 2016, ISBN 978-3-88396-368-6
- Wider den globalen Kapitalismus. Ullstein, Berlin 2016, ISBN 978-3-550-08152-1
- Philosophie des wahren Glücks. Passagen, Wien 2016, ISBN 978-3-7092-0200-5
- Versuch, die Jugend zu verderben. Edition Suhrkamp, Berlin 2016, ISBN 978-3-518-07257-8
- mit Marcel Gauchet: Was tun? Dialog über den Kommunismus, den Kapitalismus und die Zukunft der Demokratie.  Übers. Richard Steurer-Boulard. Passagen, Wien 2016
- Trump. Amerikas Wahl. Übers. Martin Born. Passagen, Wien 2017
- Lob der Mathematik. Hg. Peter Engelmann, Übers. Christian Leitner. Passagen, Wien 2017
- Für eine Politik des Gemeinwohls. Im Gespräch mit Peter Engelmann.  Übers. Martin Born. Passagen, Wien 2017
- Was verstehe ich unter Marxismus? Hg. Peter Engelmann, Übers. Richard Steurer-Boulard. Passagen, 2018, ISBN 978-3-7092-0299-9
- Aliocha Wald Lasowski. Althusser und wir. Gespräche mit Alain Badiou, Étienne Balibar, Régis Debray, Yves Duroux, Maurice Godelier, Jean-Pierre Lefebvre, Jacques-Alain Miller, Antonio Negri, Jacques Rancière, Philippe Sollers. Hg. Peter Engelmann, Übers. Richard Steurer-Boulard. Passagen, 2018, ISBN 978-3-7092-0319-4
- Der zeitgenössische Nihilismus. Bilder der Gegenwart I. Hg. Peter Engelmann, Übers. Martin Born. Passagen, 2018, ISBN 978-3-7092-0321-7
- Rebellion ist gerechtfertigt. Zur Aktualität des Mai 68. Hg. Peter Engelmann, Übers. Richard Steurer-Boulard. Passagen, 2018, ISBN 978-3-7092-0333-0
- Sometimes, We Are Eternal. Hg. Jana Ndiaye Berankova, Norma Hussey. Suture Press, 2019, ISBN 978-2-9569056-0-8
- Petrograd, Schanghai. Die zwei Revolutionen des 20. Jahrhunderts. Übers. Brita Pohl. Turia + Kant, 2019, ISBN 978-3-85132-937-7
- Oliviers Grabmal. Der Philosoph und die Äußerlichkeit des Todes. Übers. Heinz Jatho, Passagen, 2022, ISBN 978-3-7092-0496-2.
- Theorie des Bösen, Theorie der Liebe. Passagen, 2025, ISBN 978-3-7092-0471-9.